# 캔뮤직
캔뮤직은 한슬소프트가 개발한 세계 최초의 온라인 리듬게임으로, 1999년 자사가 만든 VOS를 온라인화한 게임이다. 
처음에는 한게임에서 오픈베타를 진행했으나 후에 독립하여 독자적으로 서비스한 뮤직앤플레이 캔뮤직과, 써니YNK와 계약하여 레몬볼로 이전하여 서비스한 뉴 캔뮤직으로 나눌 수 있다.
캔뮤직은 2005년 12월 14일 포털사이트 레몬볼이 서비스를 중지하면서 서비스 종료되었다. 캔뮤직 서비스 종료 이후 보스홀(www.voshall.com)과 패션보스(www.fashionvos.com)에서 싱글 플레이를 제공하였다.

## 게임 방법
화면 아래의 판정선으로 내려오는 노트에 맞춰 키를 누르는 게임이다. 사용하는 키의 개수는 VOS와 동일하게 7키지만, 캔뮤직에서의 사용하는 디폴트 키는 S,D,F,space,J,K,L로 VOS에서의 A,S,C,space,M,L,;에서 변경되었다. 다른 리듬게임에서는 최소한 판정이 3단계 이상으로 나뉘고 그에 따른 판정 이름이 존재하는데 비해 캔뮤직은 맞추는 경우와 맞추지 못하는 경우의 단 2단계로 판정이 나뉘었으며 판정에 특정한 이름이 없다. 뮤직앤플레이 캔뮤직에서는 꼬르륵이라고 부르는, 노트를 틀릴수록 조금씩 위쪽의 노트가 보이지 않게 되고 계속 틀리면 완전히 노트가 보이지 않게 되면서 게임오버가 되는 방식이 있었지만, 레몬볼에서 서비스했던 뉴 캔뮤직과 그 이후에 나온 보스라이트에서는 이러한 방식을 채택하지 않아 아무리 많은 노트를 틀려도 중간에 게임오버되지 않는다.
guru

## 게임 특징
다른 리듬게임과 다르게 유일하게 MIDI 포맷을 기반으로 사용한다. 또한 MIDI를 이용하여 유저가 직접 노트 패턴을 제작하고 싱글 플레이를 할 수 있는 프로그램을 함께 배포했다. (각각의 이름은 'VOS Creator for Canmusic', 'MiniVOS'이다)
유저가 직접 노트 패턴을 제작하여 일반 자료실에 올릴 수 있고 7일 이내에 찬성표가 10표 이상일 경우 굿 자료실로 올라가고, 굿 자료실에서는 운영자가 선정한 유저 평가단이 심사하여 3명 이상 평가, 10점 만점 기준 평균 7점 이상 받은 곡은 게임에 정식 등록된다. 
이렇게 유저가 직접 곡을 만든다는 혁신적인 시스템으로 인하여 2004년 뉴 캔뮤직 서비스를 시작한 시점에는 곡의 개수가 5000곡을 돌파했고, 현재 패션보스에서는 약 8000곡에 육박한다. 그러나 초반에는 업로드 과정이 허술하여 질 낮은 노트 배치의 곡이 상당수 있으며, 곡은 동일하지만 배치만 약간 다른 곡도 일부 있다.
또한 MIDI를 사용하기 때문에 용량이 매우 작다는 장점이 있지만, MIDI음원에 따라 음악의 수준이 매우 크게 좌우되고, 기본적으로 사운드 카드에 내장된 MIDI음원을 사용하는데 그 경우 음질이 상당히 좋지 않다는 문제점도 있었다. 대부분의 유저는 별도의 MIDI음원을 구입하지 않고 기본적으로 제공되는 MIDI음원을 사용한다.
타 온라인 리듬게임은 6~8명의 네트워크 플레이를 제공하는데 반해 캔뮤직은 1대 1 배틀만 가능했다. 뉴 캔뮤직에서 3명까지 대기가 가능하고, 방장과 도전자의 1대 1 배틀에서 이긴 사람과 대기하던 사람중 1순위가 맞붙는 식으로 변경되었다.

## 게임 모드
- 스타배틀 - 자신이 좋아하는 가수를 선택한 후 연주를 통해 자신의 가수의 순위를 올리는 모드. 한 달마다 순위가 1~3위인 가수로 서버 이름을 붙이기도 했다. 뉴 캔뮤직에서는 사라졌다.
- 래더배틀 - 각 유저마다 1000씩 기본 래더 포인트를 주고, 자신과 상대 유저가 배틀한 뒤 서로의 현재 래더포인트와 승패에 따라 일정하게 래더포인트가 증감하는 방식. 뉴 캔뮤직에서는 사라졌다.
- 캔뮤직 팅 - 이성친구와 함께 연주하며 애정지수를 쌓아간다는 모드였으나, 배틀 방식에서 차별화를 주지 못하여 별로 인기가 없었다. 뉴 캔뮤직에서는 사라졌다.
- 나만의 연주 - 혼자서 연주하는 모드. 곡별 랭킹이 존재하여 각 곡의 최고득점자가 랭킹 페이지에 올라왔다.
- 와글와글 - 한 방에서 30명까지 들어가서 채팅이 가능하고 또한 1명이 자신의 게임 플레이를 방에 접속한 유저들에게 보여주는 모드. 뉴 캔뮤직에서는 이 와글와글을 활용하여 '음악 연주회'라는 이벤트를 했던 적이 있다.

뉴 캔뮤직에서는 스타배틀, 래더배틀, 캔뮤직팅이 사라지고 배틀로 단일화되었다. 

## 계급제도

### 뮤직앤플레이 캔뮤직에서의 계급
처음에 가입할 때는 초보자로 시작하여 이후에 오디션을 봐서 특정하게 정해진 곡에서 특정 점수 이상을 득점할 경우 계급을 올리는 방식이다.
초보자-매니아-울트라 매니아 3단계이다. 유사한 예로 알투비트에서 별-달-해 라이센스 레벨이 있다.
또한 울트라 매니아 이후에도 오디션을 하여 고수-초고수-괴수-명인 의 칭호를 차례대로 획득할 수 있었다.
형식적으로는 계급은 똑같은 울트라 매니아에 칭호만 추가되는 방식이었지만, 유저들에게는 사실상 울트라매니아의 상위 레벨로 인정되었다.
원래는 총8개의 오디션 칭호를 만들 계획이었지만 명인까지 만들어진 상태에서 레몬볼로 이전되었다.

#### 래더배틀에서의 계급
게임모드 중 하나인 래더배틀에서만 적용되는 계급이다. 래더포인트에 따라 계급이 정해졌다.
~1100 debut(데뷔)
1100~1200 rookie(루키)
1200~1300 amateur(아마추어)
기타 semi pro, professional,virtuoso,conductor, maestro 등의 계급이 있었으나 현재 포인트별 계급 이름은 정확히 알려져있지 않다.

#### 스타배틀에서의 계급
lv.1, lv.2,....lv.200
스타배틀에서만 사용되었다. 플레이에 따라 경험치를 얻어 레벨을 획득한다는 점은 다른 MMORPG 및 뒤에 나온 다른 온라인 리듬게임에서의 레벨과 동일하나, 매달 초기화된다는 점이 달랐다. 또한 레벨마다 마크가 있었다는 것도 특이한 점.

### 뉴 캔뮤직에서의 계급
캔뮤직에서는 오디션 레벨만 존재했으나, 뉴 캔뮤직에서는 오디션 레벨에 배틀을 통해 경험치를 얻어 진급하는 배틀 레벨을 추가하였다.
또한 오디션 레벨도 기존의 3단계에서 12단계로 세분화되었으며 오디션곡과 기준도 전부 변경되었다.
레벨마다 전부 이름을 붙인 것도 특징.

#### 뉴 캔뮤직에서의 오디션 레벨
시작하는, 어설픈, 그럭저럭,  노력하는-초보자
재능있는, 인정받는, 고뇌하는- 매니아
뛰어난, 사랑받는, 세계적인, 시대를 초월한, 역사에 길이 남을-울트라 매니아

#### 뉴 캔뮤직에서의 배틀 레벨
데뷔 루키 아마추어 세미프로 프로페셔널 베테랑 뮤지션 아티스트 프리마돈나 마에스트로 황제 신